# Сеймур-Конвей, Френсис, 1-й барон Конвей
Френсис Сеймур-Конвей, 1-й барон Конвей из Рэгли, 1-й барон Конвей из Киллалтаха (англ. Francis Seymour-Conway, 1st Baron Conway, до 1699 года Френсис Сеймур; 28 мая 1679 — 3 февраля 1731/1732) — британский дворянин и политик.

## Предыстория
Урождённый Фрэнсис Сеймур, он родился 28 мая 1679 года. Второй сын сэра Эдварда Сеймура, 4-го баронета (1632/1633 — 1708), от его второй жены Летиции Пофэм (? — 1714), дочери генерала Александра Пофэма (1605—1669). Эта ветвь семьи Сеймур происходила от сэра Эдварда Сеймура (ок. 1528—1593), сына Эдварда Сеймура, 1-го герцога Сомерсета, от его первой жены Кэтрин Филлиол. Его племянник сэр Эдвард Сеймур стал 8-м герцогом Сомерсетом в 1750 году. После смерти своего старшего брата и политика Пофэа Сеймура-Конвея (1675—1699) в 1699 году Фрэнсис унаследовал поместья родственника своей матери Эдварда Конвея, 1-го графа Конвея (1623—1683), и в том же году по королевской лицензии принял дополнительную фамилию Конвей.

## Политическая карьера
Конвей был членом Палаты общин (партия тори) от Брамбера с 1701 по 1703 год. В 1703 году он был возведен в пэры Англии как 1-й барон Конвей из Рэгли, графство Уорикшир, а в 1712 году он был назначен 1-м бароном Конвеем из Киллалтаха, графство Антрим (Пэрство Ирландии). С 1728 по 1732 год лорд Конвей был губернатором Каррикфергуса и в 1728 году был приведен к присяге ирландским тайным советом.

## Семья
Лорд Конвей был трижды женат. 17 февраля 1703/1704 года его первой женой стала леди Мэри Хайд (1669 — 25 января 1708/1709), дочь Лоуренса Хайда, 1-го графа Рочестера. У них было четыре дочери:
- Достопочтенная Летиция Сеймур-Конвей (17 октября 1704—1723)
- Достопочтенная Мэри Сеймур-Конвей (август 1705—1728), замужем за Николасом Прайсом (ок. 1700—1742)
- Достопочтенная Генриетта Сеймур-Конвей (1706 — 10 мая 1771)
- Достопочтенная Кэтрин Сеймур-Конвей (1708 — 14 июня 1737)

После смерти леди Мэри в Нортуике 25 января 1708/1709 года он женился на второй Джейн Боуден (? — 13 февраля 1715/1716) из Дрохеды в том же году, от которой у него было двое детей:
- Достопочтенный Эдвард Сеймур-Конвей (умер 8 апреля 1710 года)
- Достопочтенная Джейн Сеймур-Конвей (ум. 5 мая 1749)

После смерти Джейн в Сэндивелле, графство Глостершир, 13 февраля 1715/1716 года он женился в июле 1716 года на Шарлотте Шортер (ок. 1683 — 12 февраля 1733/1734), дочери Джона Шортера из Байбрука, графство Кент, и Элизабет Филиппс. У супругов было семь детей:
- Фрэнсис Сеймур-Конвей, 1-й маркиз Хартфорд (5 июля 1718 — 14 июня 1794), старший сын и преемник отца
- Фельдмаршал достопочтенный Генри Сеймур Конвей (12 августа 1721 — 9 июля 1795)
- Достопочтенная Шарлотта Сеймур-Конвей (22 июля 1717 — сентябрь 1717)
- Достопочтенный Джордж Август Сеймур-Конвей (род. август 1723), умер младенцем
- Достопочтенная Арабелла Сеймур-Конвей, умерла молодой
- Достопочтенная Энн Сеймур-Конвей (ум. 24 марта 1774), в 1755 году вышла замуж за политика Джона Харриса (ок. 1690—1767)
- Достопочтенный Чарльз Сеймур-Конвей, умер молодым.

Лорд Конвей умер в феврале 1732 года в Лисберне в возрасте 52 лет, и ему наследовал его старший сын от третьей жены, Фрэнсис Сеймур-Конвей, который был назначен графом Хартфордом в 1750 году и маркизом Хартфордом в 1793 году. Леди Конвей умерла 12 февраля 1733/1734 года.